# (38008) 1998 KP50
1998 KP50 (asteroide 38008) é um asteroide da cintura principal. Possui uma excentricidade de 0.11285770 e uma inclinação de 12.86967º.
Este asteroide foi descoberto no dia 23 de maio de 1998 por LINEAR em Socorro.